# Автошлях Т 1039
Автошлях Т 1039 — колишній автомобільний шлях територіального значення в Київській області. Проходив територією Києва, являв собою північну частину київського півкільця від Гостомельського шосе до проспекту Рокоссовського. Загальна довжина — 7,3 км. З 2019 року виключений з Переліку доріг загального користування державного значення.